# Fondazione del patrimonio culturale prussiano
La Fondazione del patrimonio culturale prussiano (in tedesco: Stiftung Preußischer Kulturbesitz) è una fondazione pubblica tedesca, dipendente dal governo federale, con sede a Berlino. È una delle più grandi organizzazioni culturali del mondo.

## Nascita e compiti della fondazione
Fu fondata il 25 luglio 1957 con una legge nazionale. L'obiettivo principale della fondazione era quello di conservare e preservare i beni culturali dell'antico land della Prussia. Dalle raccolte e dagli archivi dello Stato prussiano sono dunque nati 17 musei, la Biblioteca Statale di Berlino, l'archivio segreto di Stato e una serie di fondazioni di ricerca.
Dopo la riunificazione tedesca, il compito più importante dell'organizzazione è quello di riunire raccolte finora separate.
La fondazione viene finanziata per il 75% dallo Stato e per il 25% da tutti i Länder tedeschi. I costi per gli edifici, come ad esempio le spese per il mantenimento della Museumsinsel (l'Isola dei Musei di Berlino), sono sostenuti interamente dallo Stato. La fondazione prende parte all'Anno Sociale del Volontariato nella cultura.
La fondazione istituisce ogni anno il Premio Felix Mendelssohn Bartholdy, che premia i giovani musicisti delle scuole superiori tedesche. Ogni cinque anni viene assegnato dall'organizzazione il Premio Ernst Waldschmidt.
La rete informatica della fondazione fa parte della rete scientifica BRAIN (Berlin Research Area Information Network) di Berlino.

## Presidenti della fondazione
Fondazione del patrimonio culturale prussiano è stata diretta dai seguenti presidenti:
- 1967 - 1977: Hans-Georg Wormit
- 1977 - 1998: Prof. Dr. Werner Knopp
- 1999 - 2008: Klaus-Dieter Lehmann
- dal marzo 2008: Hermann Parzinger

## Istituzioni dipendenti dalla fondazione
- Musei statali di Berlino
- Biblioteca di Stato di Berlino
- Archivio segreto di Stato
- Istituto Ibero-americano
- Istituto Statale di Ricerca Musicale
- Istituto di Ricerca Museale
- Agenzia Fotografica per l'Arte, la Cultura e la Storia